# Maria (źródło)
Maria – źródło wody mineralnej w miejscowości Krościenko nad Dunajcem w województwie małopolskim, w powiecie nowosądeckim. Znajduje się w lesie przy potoku Zakijowskim w Beskidzie Sądeckim.

## Opis źródła
Źródło „Maria” znajduje się na przedłużeniu ulicy Źródlanej. Przez wieki należało do rodziny Ćwiertniewiczów. Do końca XIX wieku było nieeksploatowane, pierwotnie nazywane było „Dzikim Źródłem”. Zostało w znacznym stopniu zniszczone w czasie nieudanej próby oczyszczenia, jeszcze przed II wojną światową. Po II wojnie światowej zostało nazwane „Maria”. Po renowacji zakończonej w sierpniu 2011 roku źródło jest obudowane i chętnie odwiedzane, ciągle dostarcza zmineralizowaną wodę. W ramach zagospodarowania terenu wokół źródła wykonano nowe pokrycie zadaszenia, nowe okładziny kamienne (murki, posadzki i schody), konstrukcje drewniane, remont drogi i dojścia do źródła. Wzdłuż dojścia do źródła oraz na terenie źródła zostały wykonane i osadzone ławki parkowe. Na bramie wejściowej została zamontowana rzeźba ludowa. Koszt renowacji wyniósł około 100 tys. zł.
Inwestycja była współfinansowana ze środków Unii Europejskiej w ramach działania „Wdrażanie Lokalnych Strategii Rozwoju” objętego Programem Rozwoju Obszarów Wiejskich na lata 2007–2013 z zakresu „Odnowa i Rozwój Wsi” wdrażanych za pośrednictwem lokalnej grupy działania Leader „Gorce-Pieniny”. W Krościenku nad Dunajcem są jeszcze dwa inne źródła wód mineralnych udostępnione dla turystów: Stefan i Michalina oraz Zdrój Ziemroźka.

## Własności wody
Jest to woda silnie zmineralizowana. W XIX wieku przez okolicznych mieszkańców uznawana była za wodę leczniczą, bardzo skuteczną w leczeniu chorób skórnych. Później uważano, że skutecznie wspiera rekonwalescencję po chorobach i pomaga przy zaburzeniach apetytu. Podgrzaną i zmieszaną z mlekiem wodę ze źródła wykorzystywano także do leczenia niektórych chorób, głównie płuc.
Źródło „Maria” miało dawniej większą wydajność, było też bardziej zmineralizowane i silniej zgazowane; ciśnienie w butelce do połowy napełnionej wodą potrafiło wystrzelić korek. Na podstawie analiz wykonanych w 2017 r. w laboratorium Katedry Melioracji i Kształtowania Środowiska Uniwersytetu Rolniczego w Krakowie stwierdzono następujący skład wody ze źródła „Maria”:
- mineralizacja: 3,457 g/l

kation magnezowy Mg2+ – 66,9 mg/l
wapniowy Ca2+ – 289,8 mg/l
potasowy K+ – 19,1 mg/l
sodowy Na+ – 501 mg/l
żelazowy Fe3+ – 1,46 mg/l
anion wodorowęglanowy HCO3− – 2136 mg/l
anion siarczanowy SO42− – 5,0 mg/l
anion chlorkowy Cl− – 439 mg/l.

## Galeria

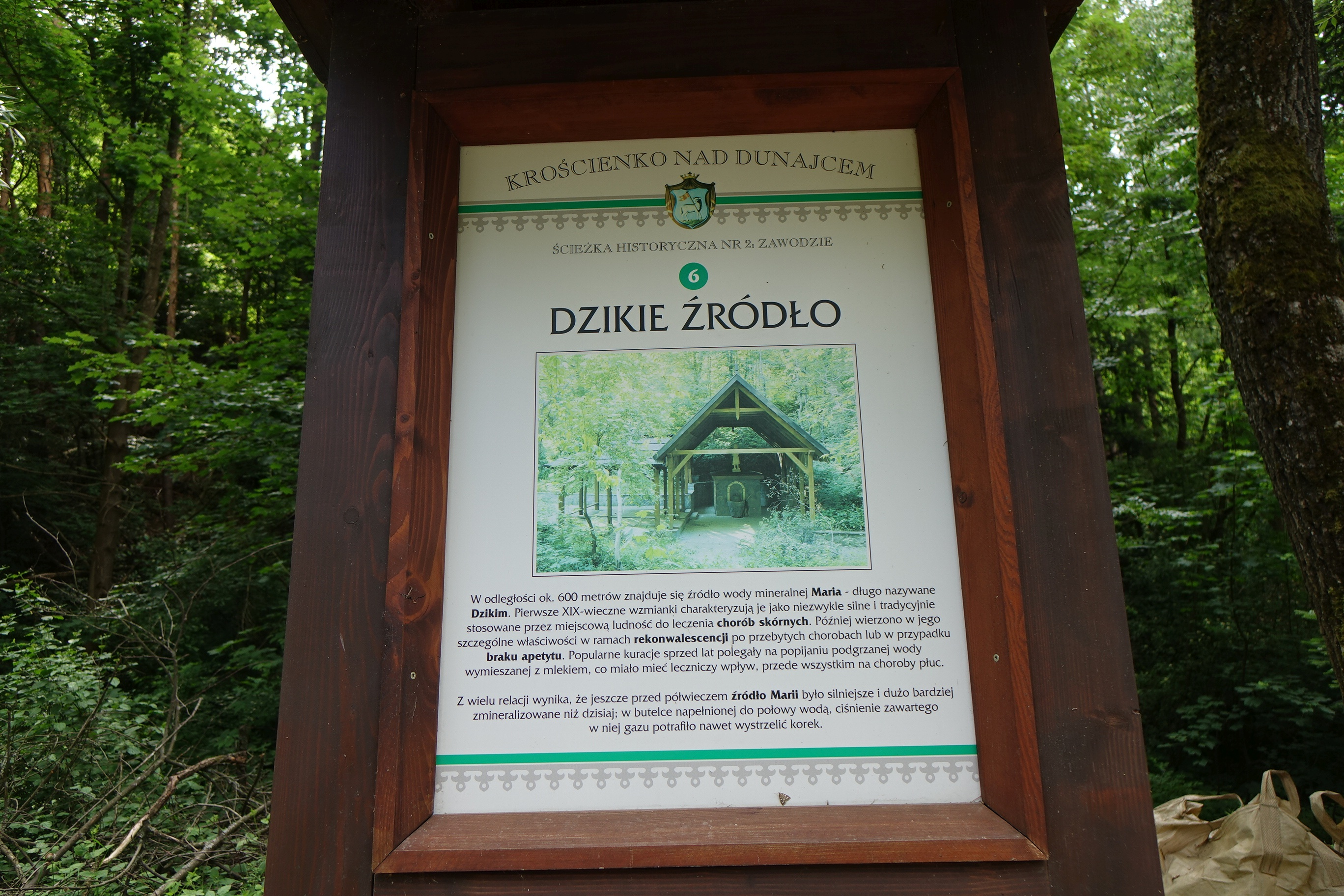
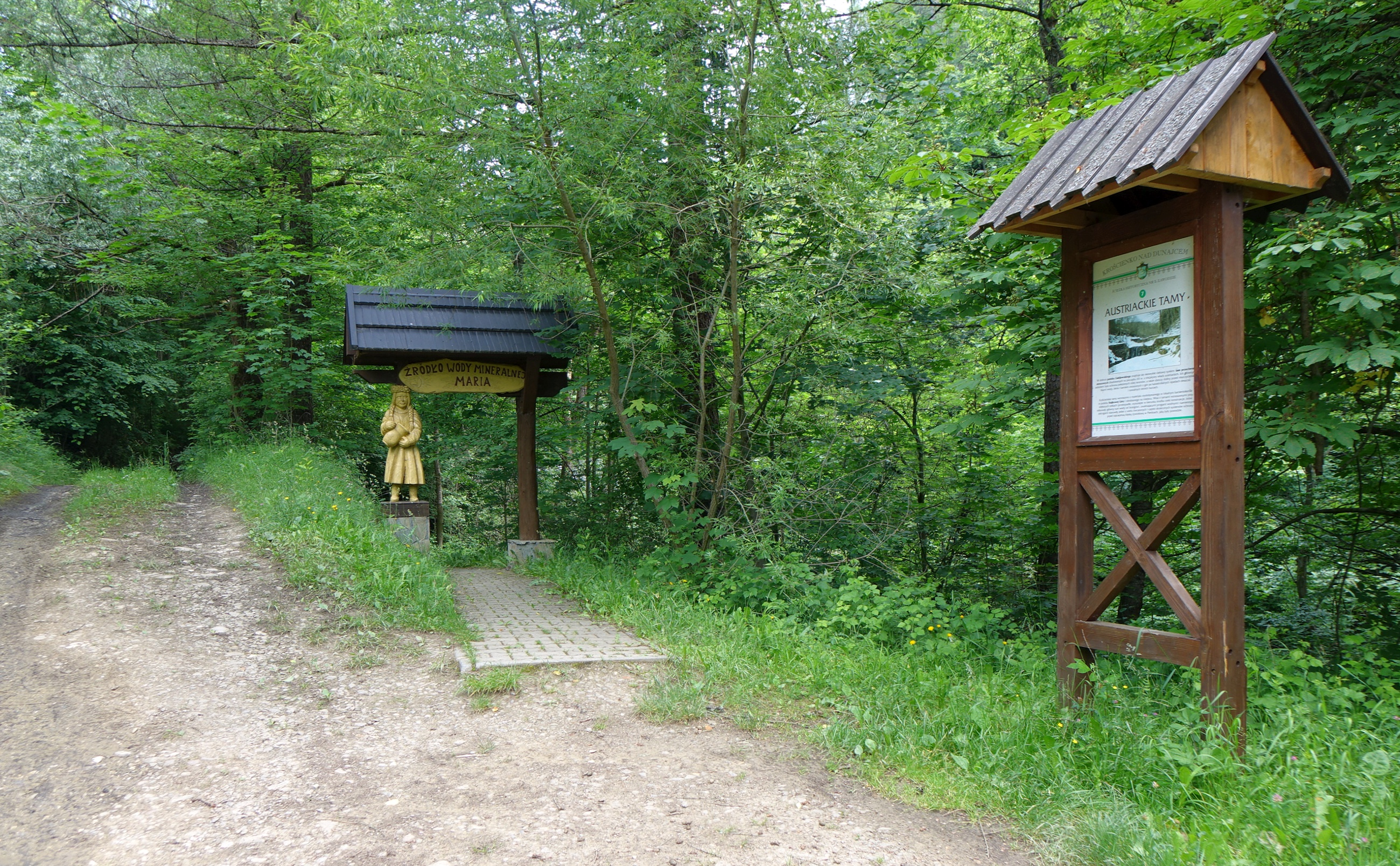
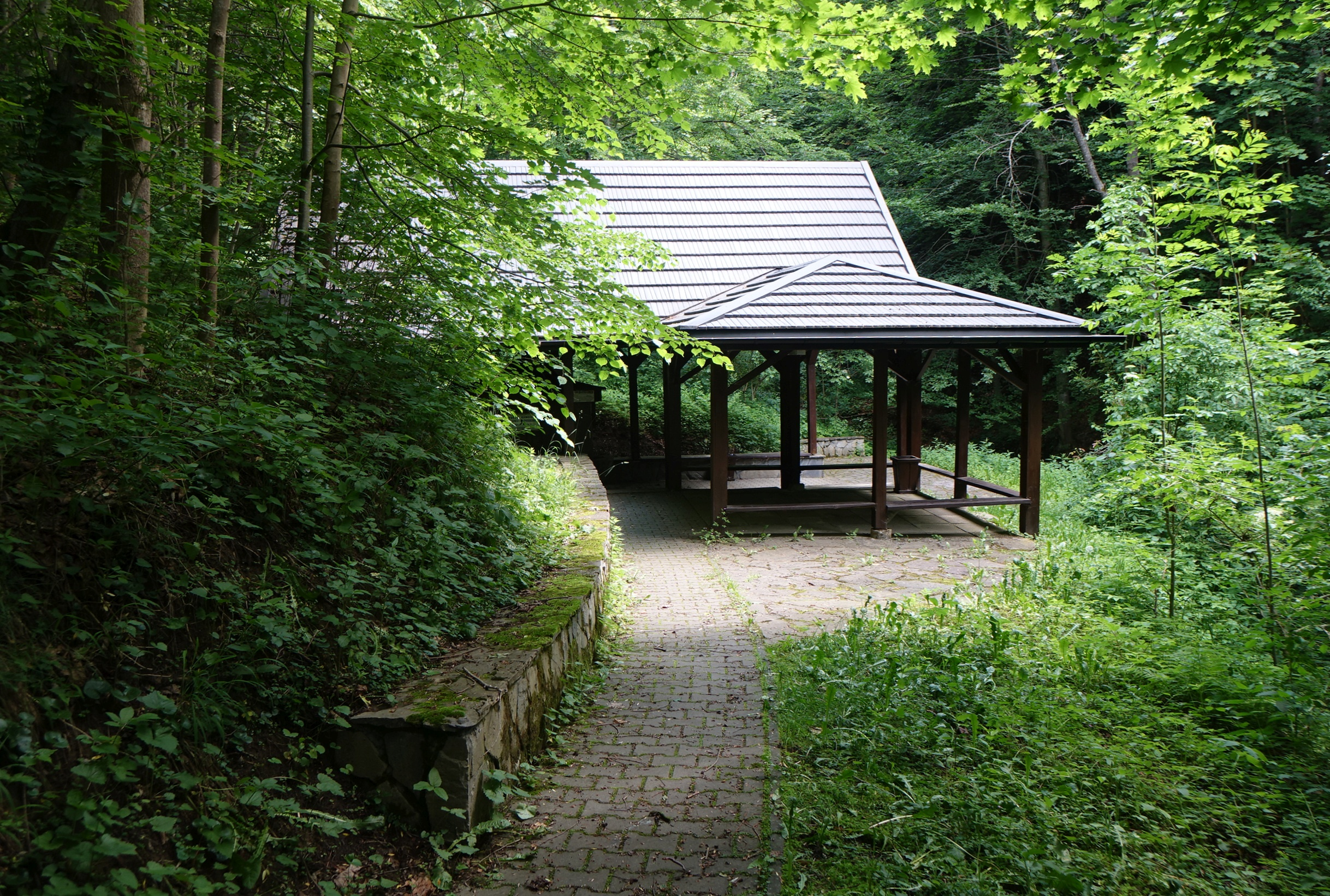
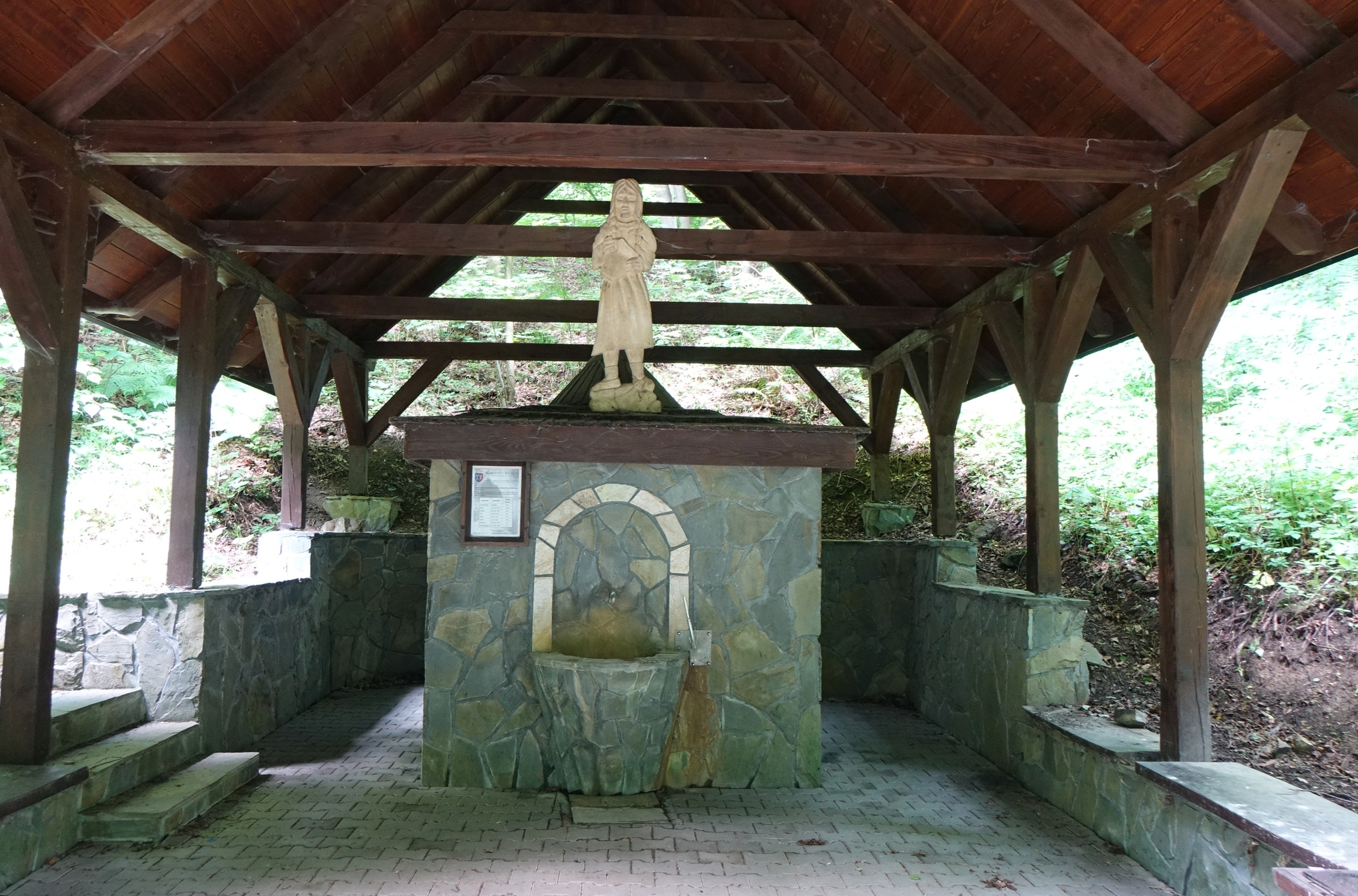
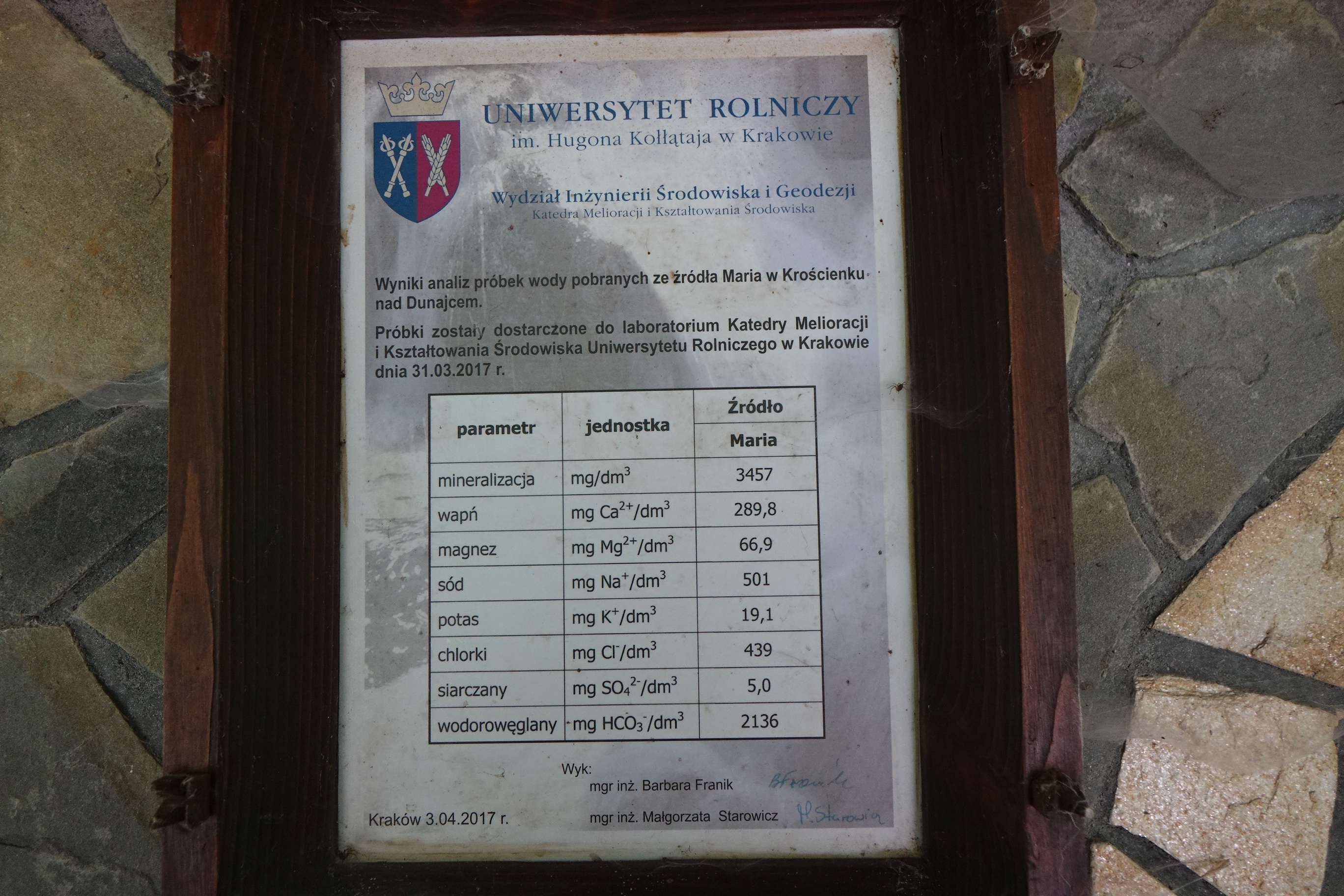
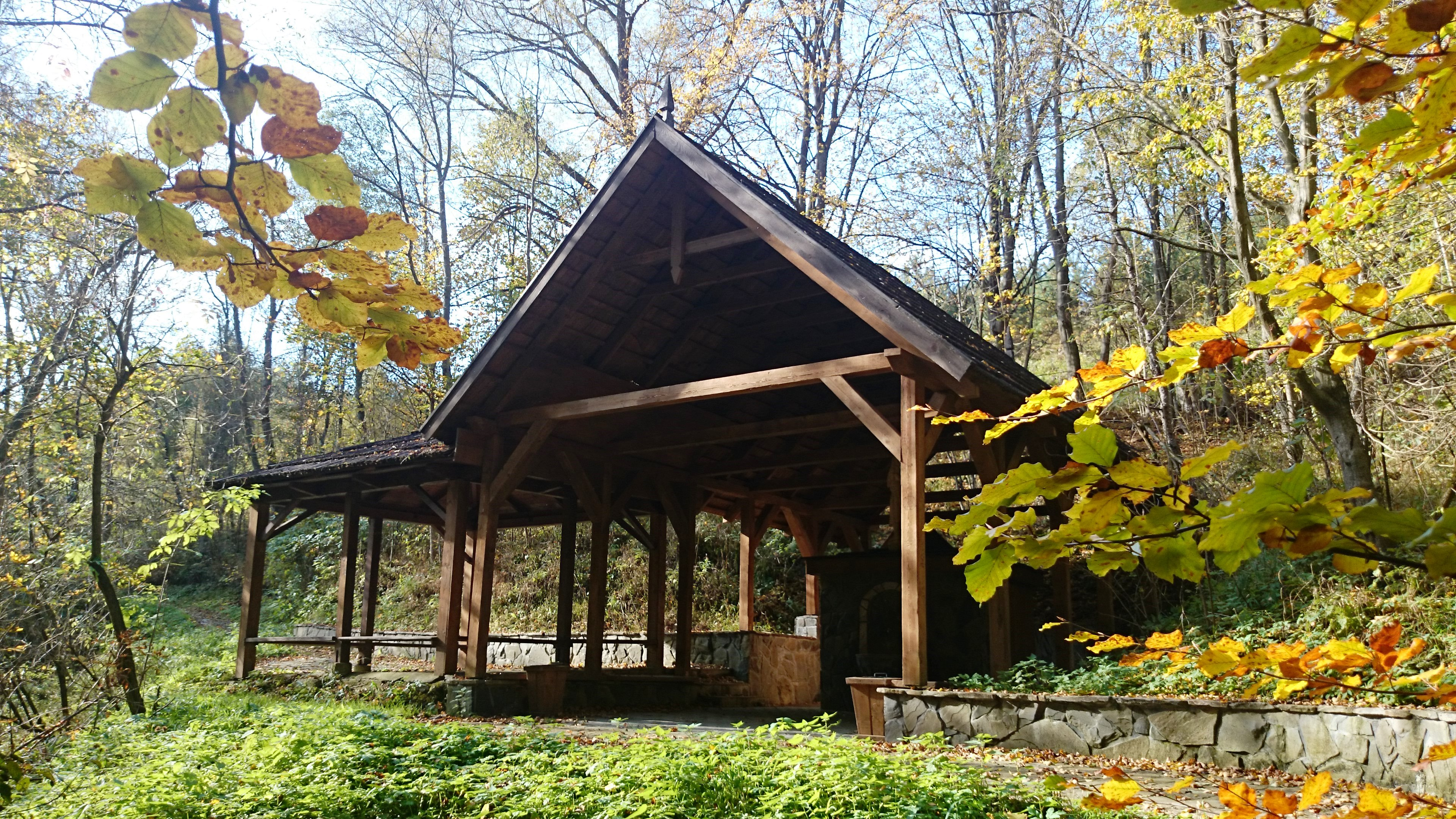